# 7 звичок високоефективних підлітків
7 звичок високоефективних підлітків (англ. The 7 Habits of Highly Effective Teens) — книга авторства Шона Кові, що була написана 1998 року та перекладена Ростиславом Тараньком у 2015. Це покроковий путівник для підлітків, який допоможе їм дійти із того місця, де вони є зараз, туди, де хочуть опинитися в майбутньому. Їхні цілі, мрії, плани — усе це здійсненне й досяжне. Просто потрібно знати, що допоможе правильно рухатися обраним шляхом. І ця книга Шона Кові стала для мільйонів підлітків школою самоповаги та успіху.

## Анотація
Книжка Шона Кові — не просто повчальний текст, а дружній, графічний та з гумором написаний посібник для сучасних підлітків, що містить багато історій реальних людей, інфографіку, цікаві шрифти, аркуші для власних нотаток читача, питання для поглибленого вивчення та вправи, які дозволять наблизитися до мети маленькими кроками.
Вивчаючи психологію підлітків, автор виділив основні загальні риси перехідного віку: багато дітей мають проблеми у відносинах з оточуючими, більшість дітей хотіли б змінитися на краще. Книжка «7 звичок високоефективних підлітків» стала у пригоді багатьом читачам, які, виробивши у собі корисні звички, змінили своє життя на 180 градусів.

## Звички
1. Займай проактивну позицію
2. Починаючи, думай, що вийде
3. Першою чергою — першочергове
4. Думай про виграш для всіх
5. Старайся зрозуміти інших, потім шукай розуміння
6. Знаходь синергію
7. Вигострюй пилку